# PSR J1748-2446ad
PSR J1748-2446adは、中性子星である。

## 概要
PSR J1748-2446adは、知られている中で最も高速で自転している天体である。自転周期は0.00139595482(6)秒、即ち1秒間に716回自転している。直径は32kmと推定されており、表面は光速の24%、秒速72000kmで運動している。
PSR J1748-2446adは、18000光年離れた位置にある球状星団Terzan 5に属している。PSR J1748-2446adは0.14M☉の恒星と連星を成しており、非常に円形な軌道を26時間周期で運動している。地球から見て食を起こす可能性は40%ほどである。非常に近いため、ロッシュ・ローブを恒星のガスが満たしている可能性がある。LIGOによって重力波が検出できるかもしれない。